# Montchavin
Montchavin is een skidorp in het Franse wintersportgebied La Plagne, deel van Paradiski. Het bevindt zich tussen 1180 en 1320 meter boven zeeniveau op het grondgebied van de gemeente La Plagne Tarentaise in het departement Savoie. Montchavin werd in 1972 opgericht op de plaats van een verlaten gehucht. Onder Montchavin ligt het gehucht Montorlin, erboven het wat jongere skidorp Les Coches, waarmee het vaak onder een noemer, Montchavin-Les-Coches, wordt genoemd. De drie gehuchten worden ontsloten door de D225 die opklimt vanuit Landry naar Col du Carroley. Samen tellen Montchavin en Les Coches zo'n 12.000 bedden. Montchavin is een van de drie laagste punten van het skigebied, naast Montalbert en Champagny. 